# Asclepias breviantherae
Asclepias breviantherae är en oleanderväxtart. Asclepias breviantherae ingår i släktet sidenörter, och familjen oleanderväxter.

## Underarter
Arten delas in i följande underarter:
- A. b. breviantherae
- A. b. minor